# 中国民主建国会湖南省委员会
中国民主建国会湖南省委员会，简称民建湖南省委、湖南民建，是中国民主建国会在湖南省的地方组织。